# 天満宮 (池田市)
天満宮（てんまんぐう）は大阪府池田市畑に鎮座する神社。 通称畑天満宮。

## 祭神
- 菅原道真

## 歴史
- 永長2年（1097年）11月11日の創建。
- 天正年間（1573年 - 1592年）の兵火に罹つて焼失。
- 文禄4年（1595年）に再建。ついで元禄・宝暦に改造。

宮寺・石積山千宝寺があり、明治維新まで、その法灯を継ぐと称する妙応山神徳寺という真言宗の別当があった。
- 明治4年（1871年）、社殿を造営。
- 明治5年（1872年）、村社に列す。
- 明治40年（1907年）6月12日、女郎垣内の愛宕神社を、6月17日には上渋谷堀切の水神社を合祀。
- 明治41年（1908年）12月、神饌幣帛料供進社に指定された。
- 平成7年（1995年）の阪神・淡路大震災で本殿が倒壊。
- 平成12年（2000年）氏子崇敬者の協力で造営された。

## 境内
- 稲荷社
- 大歳社
- 愛宕社

## 文化財

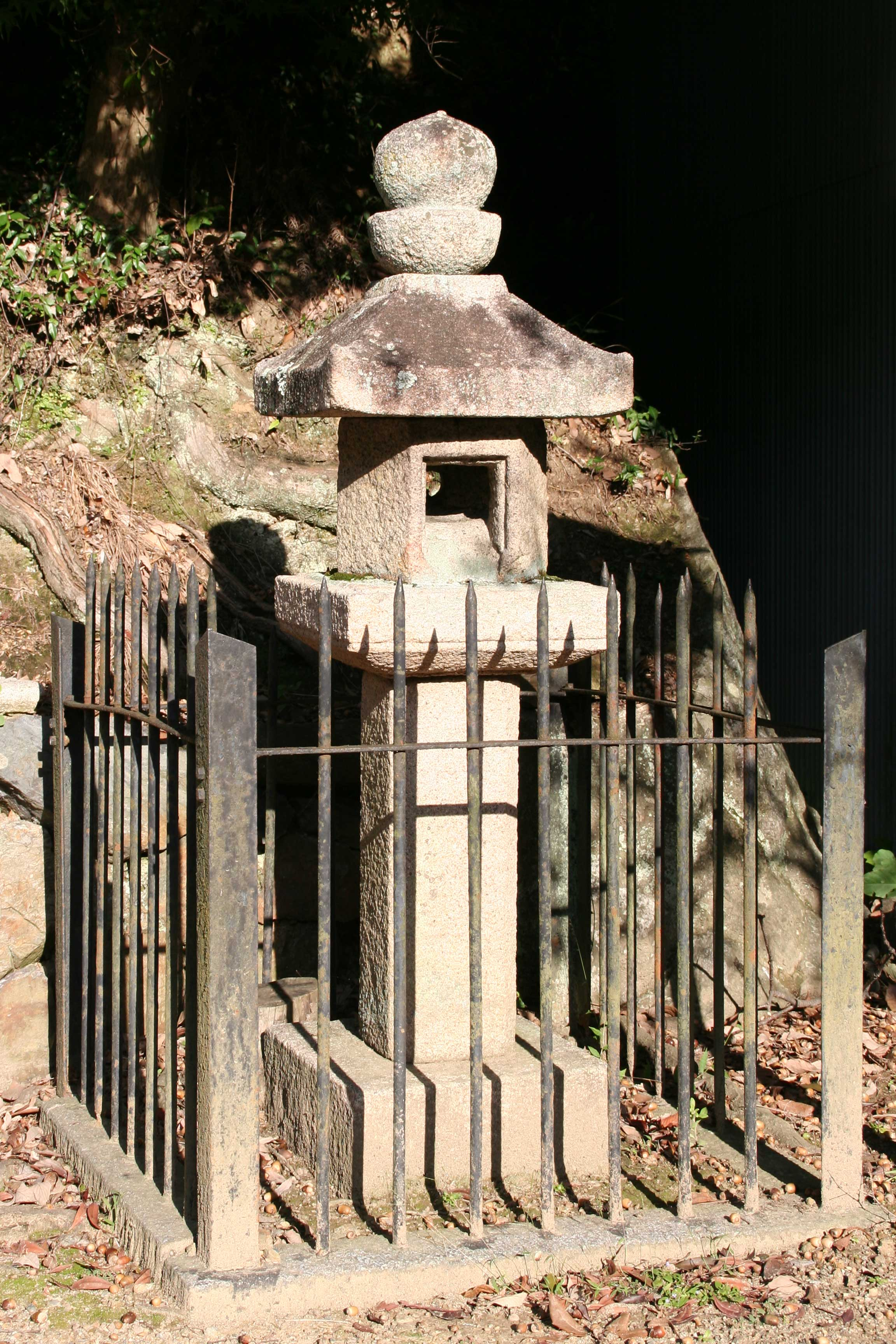
燈籠
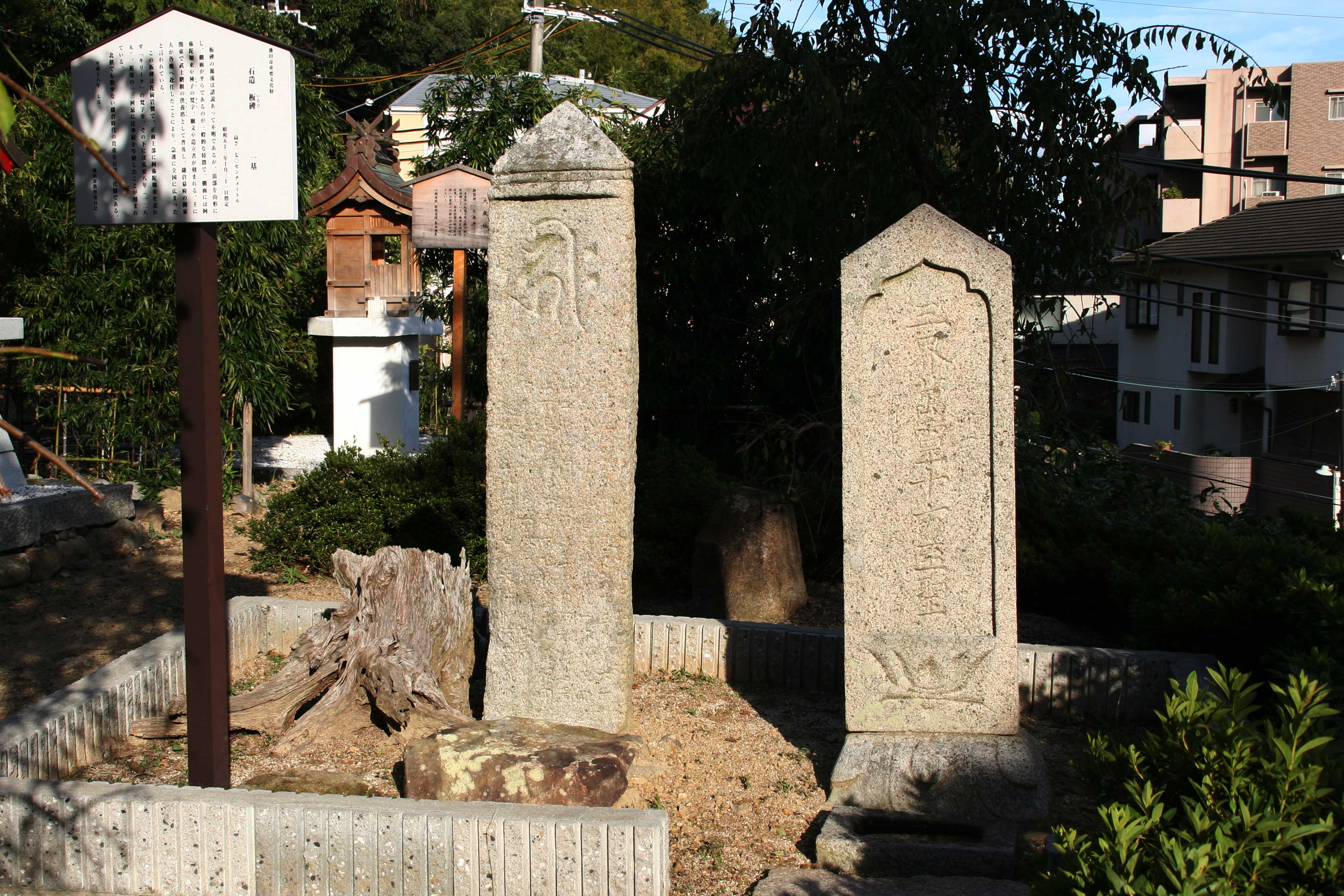
板碑（左）
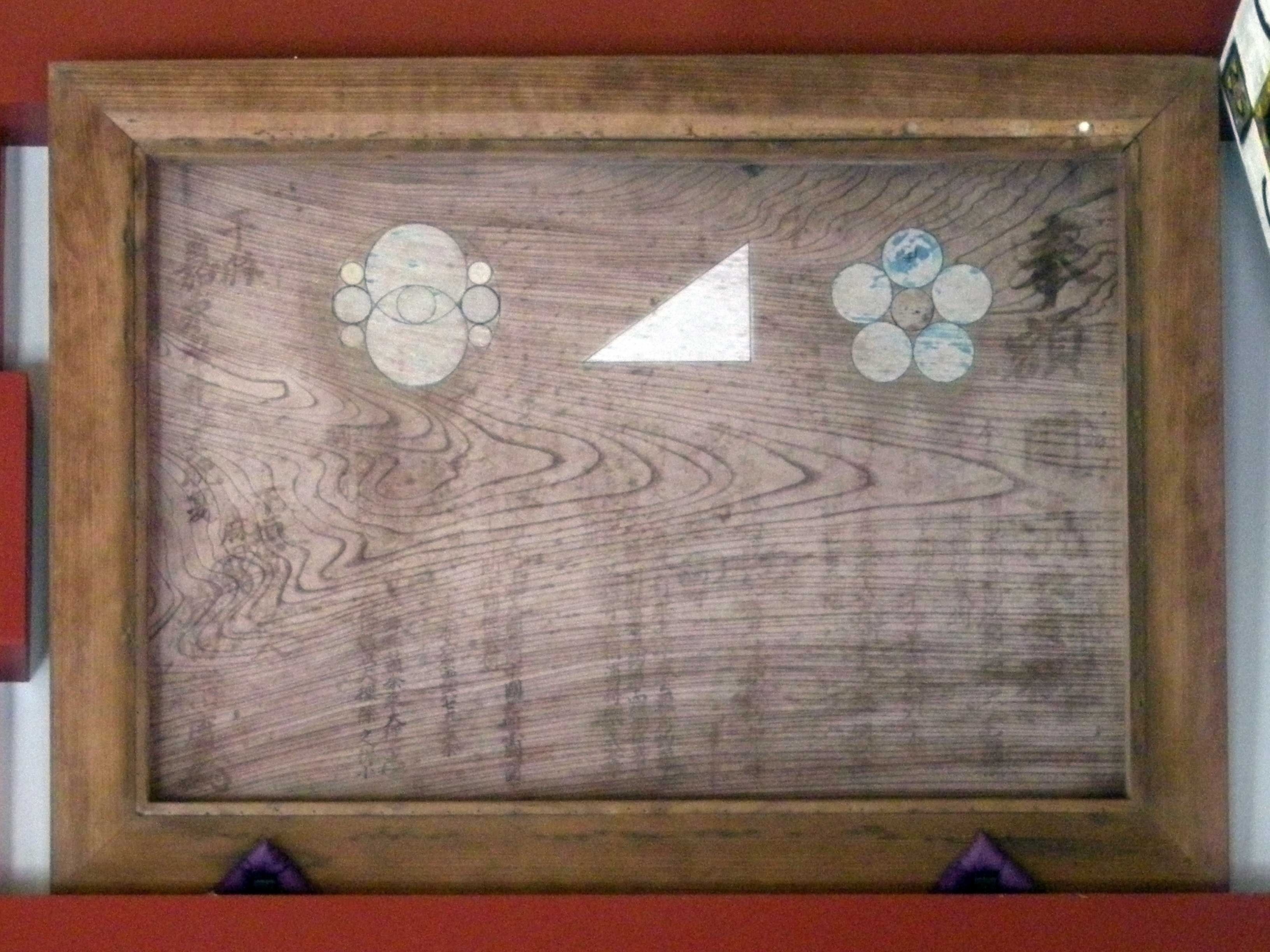
算額

- 燈籠　池田市指定文化財（昭和53年10月31日指定）　花崗岩製　高さ164.5ｃｍ　　　　　　　　　　　
「永和二二年午戊二月廿五日」　二を横に並べた北朝の永和4年（1378年）の刻銘
- 板碑　池田市指定文化財（昭和53年10月31日指定）　花崗岩製　高さ160ｃｍ・幅36ｃｍ
キリーク（阿弥陀如来）の梵字の下に6行の銘文を刻み、弘安8年（1285年）4月7日大法師行覚とある。
- 算額　池田市指定文化財（平成2年3月26日指定）　縦75.4ｃｍ×横106ｃｍ
嘉永5年（1852年）麻田住人・岩田清庸奉納

## 交通アクセス
- 阪急宝塚本線池田駅下車、東畑行バス西畑停